# Caryospora weyerae
Caryospora weyerae – gatunek pasożytniczych pierwotniaków należący do rodziny Eimeriidae z podtypu Apicomplexa, które kiedyś były klasyfikowane jako protista. Występuje jako pasożyt węży. C. weyerae cechuje się tym iż oocysta zawiera 1 sporocystę. Z kolei każda sporocysta zawiera 8 sporozoitów.
Obecność tego pasożyta stwierdzono u Psammophis sibilans należącego do rodziny połozowatych (Colubridae).

## Sporulowana oocysta
Jest kształtu sferoidalnego lub jajowatego, posiada 2 bezbarwne ściany. Oocysta posiada następujące rozmiary: długość 14 – 18 μm, szerokość 13 – 17 μm. Brak mikropyli, wieczka biegunowego oraz ciałka biegunowego.

## Sporulowana sporocysta i sporozoity
Sporocysty kształtu owoidalnego o długości 12 – 14 μm, szerokości 9 – 11 μm. Występuje ciałko Stieda oraz substieda body (SBB). Brak parastieda body (PSB).